# Schloss Steyregg

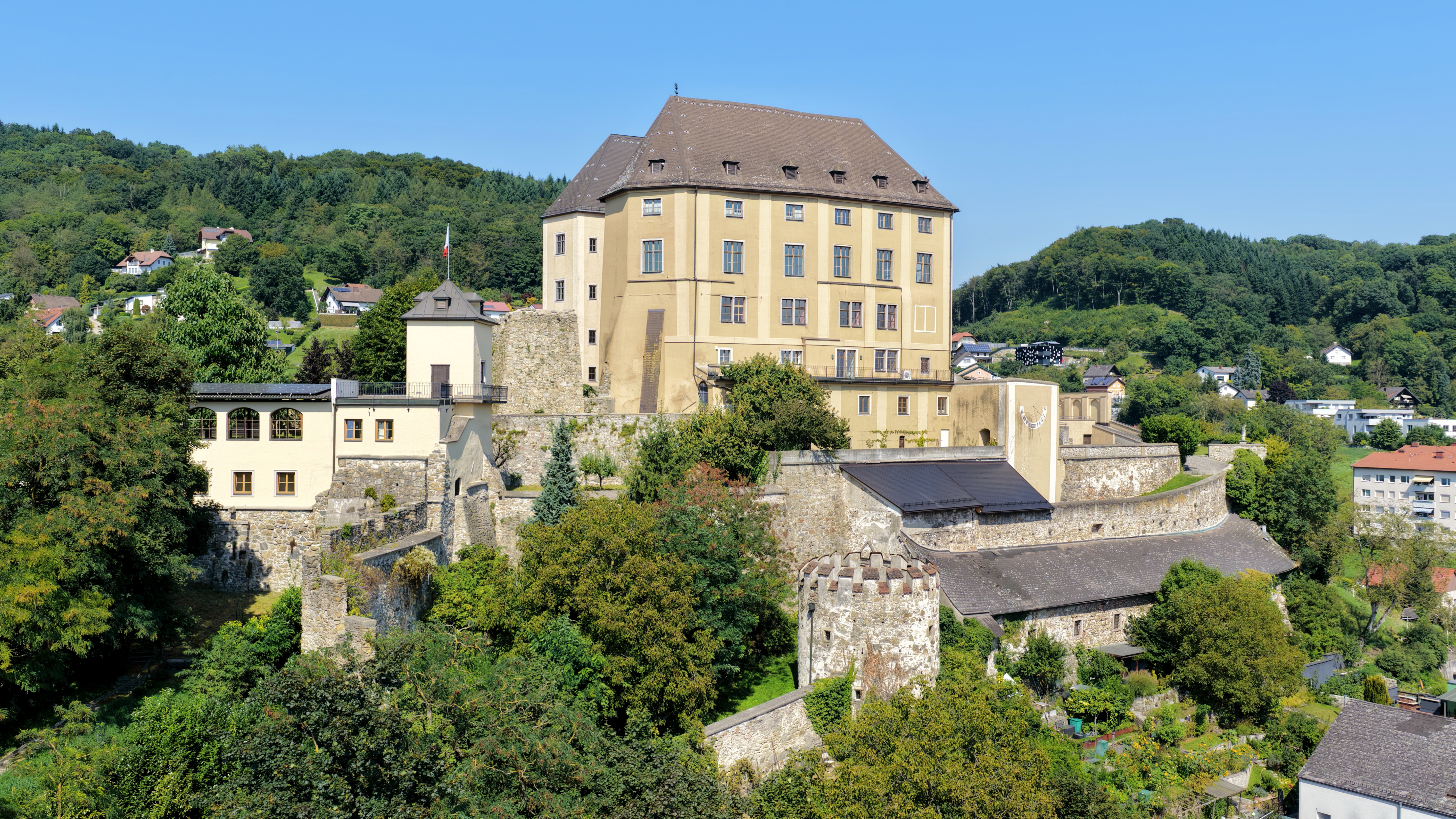
Südwestansicht des Schlosses Steyregg

Das Schloss Steyregg ist eine private Schlossanlage in Oberösterreich und liegt oberhalb des Ortszentrums der Stadt Steyregg im Mühlviertel. Das Schloss wurde unter den Ottokaren im 11. oder 12. Jahrhundert errichtet. Der Ausbau zum Schloss erfolgte unter den Jörgern am Ende des 16. Jahrhunderts. Heute ist das Schloss in Privatbesitz und kann für Veranstaltungen gemietet werden.

## Geschichte

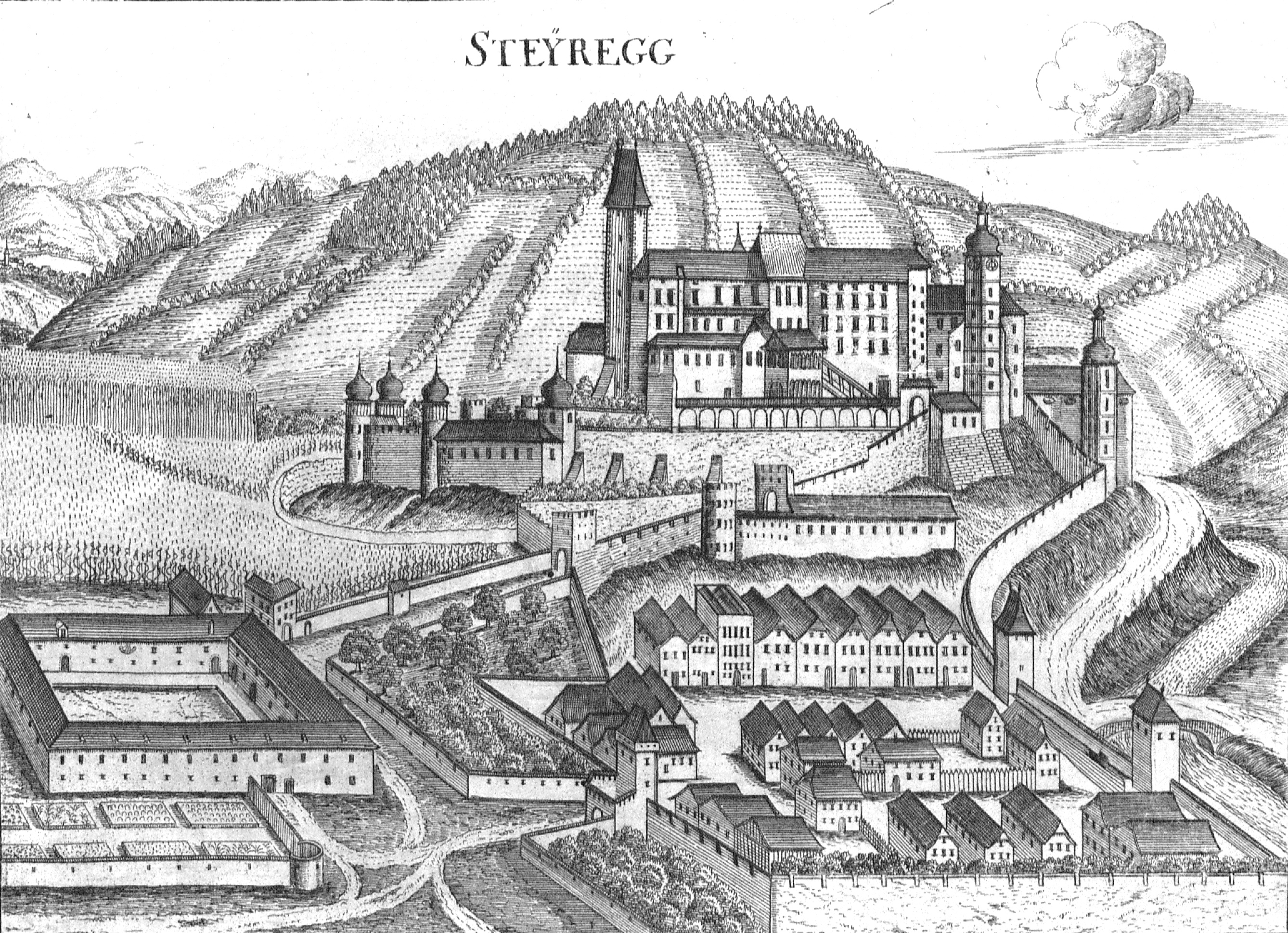
Das Schloss auf einem Stich von Georg Matthäus Vischer 1674

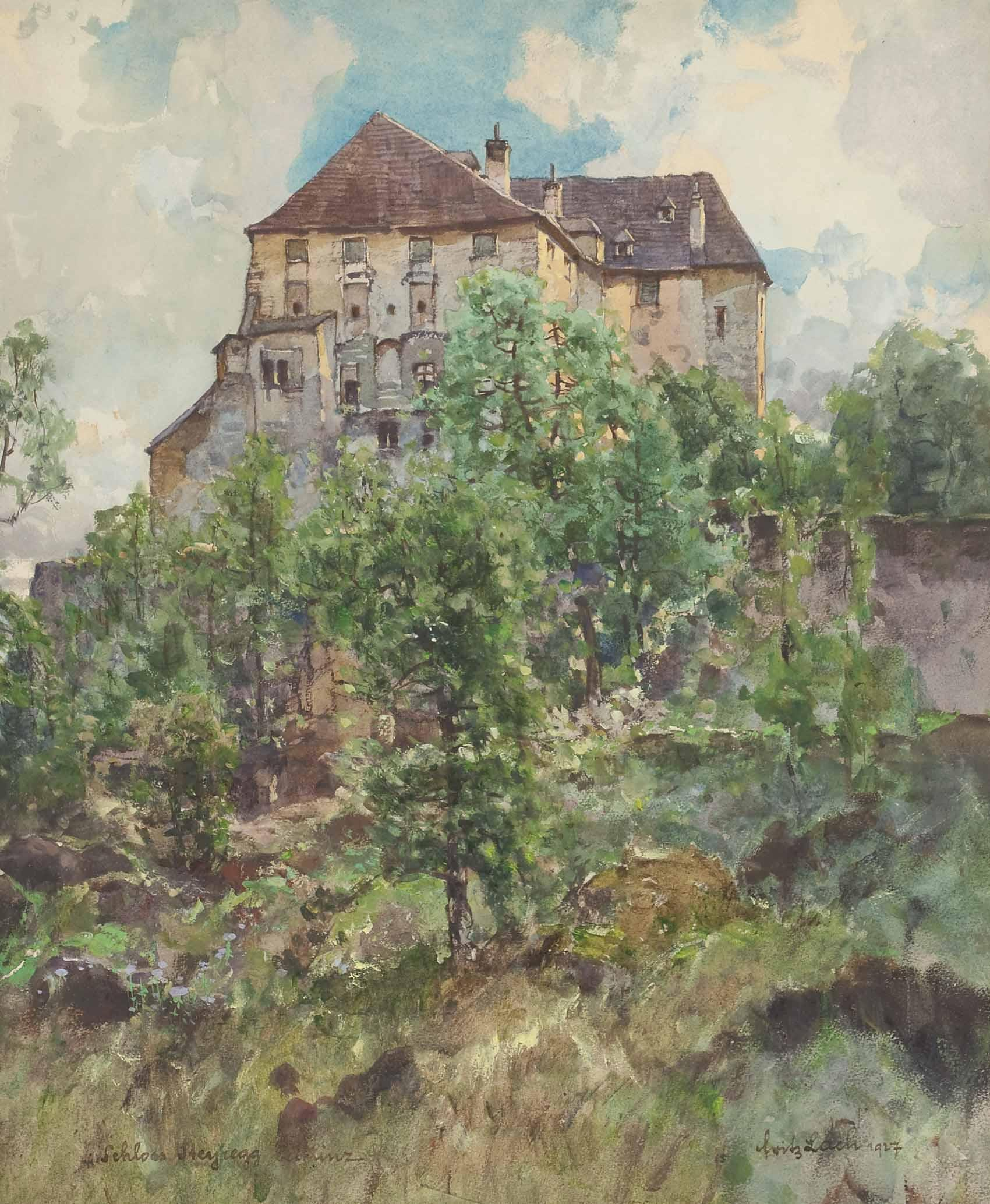
Aquarell von Fritz Lach, 1927

Als Erbauer der Burg Steyregg gilt ein Ottokar von Steyr aus dem Geschlecht der Traungauer, der im 11. oder 12. Jahrhundert die Burg errichten ließ. Ein genaues Datum ist nicht überliefert worden. 1147 wird die Anlage als ein Passauer Lehen erwähnt, der damalige Besitzer, Hartwik von Hagenau, starb in diesem Jahr. Sein Nachfolger war Dompropst Otto von Lengbach, bevor 1235 Leutold von Wildon der Inhaber wurde. 1280 kaufte Ulrich II. von Kapellen die Burg. Durch Heirat kam sie nach 1406 in Besitz der Liechtensteiner. Die Liechtensteiner vergrößerten die Burg und die Herrschaft. Letztere erhielt um 1535 die hohe Gerichtsbarkeit.
1581 kaufte Wolfgang Jörger die Burg. Die Jörger gestalteten sie in ein Renaissanceschloss um, bauten die Schlosskapelle, richteten eine umfangreiche Bibliothek ein und erwarben eine Gemäldesammlung. 1594 zählte das Schloss zu den Fluchtburgen während der Türkengefahr. Da die Jörger Protestanten waren, wurden ihnen während der Gegenreformation (1620) die Güter abgenommen. Helmhard Jörger erhielt fünf Jahre später das Schloss zurück. 1638 kam das Schloss in Besitz von David II. Ungnad von Weissenwolff, Schwiegersohn Helmhards und der spätere Landeshauptmann ob der Enns. 1679 kaufte Helmhart Christoph von Weissenwolff das Schloss Luftenberg und vereinigte die beiden Herrschaften. Unter Josef Anton Graf Weissenwolff wurde ein Familienfideikommiss der beiden Schlösser eingerichtet. Um 1750 zählte die Herrschaft 622 Untertanen.
Durch Blitzschläge kam es 1770 und 1779 zu Bränden, die das Schloss und die Stadt verwüsteten. Die zerstörten Gebäudeteile und der Westturm wurden nicht wieder aufgebaut. Nach 1779 wurde das vormalige Gärtnerhaus zu einem neuen Schloss umgebaut. 1917 starben die Weissenwolff im Mannesstamm aus und die verschwägerte Familie Thurn und Taxis erbte das Schloss. Irene Prinzessin von Thurn und Taxis heiratete 1940 Altgraf Niklas Salm-Reifferscheidt. Im Zweiten Weltkrieg trafen Fliegerbomben das Schloss schwer und der barocke Teil des neuen Schlosses wurde vernichtet. In der Nachkriegszeit diente Steyregg als Notquartier für Vertriebene. 1956 folgte eine notdürftige Renovierung des Schlosses. 
1962 ging das Schloss in den Besitz der Familie Salm-Reifferscheidt über und stand ab 1966 völlig leer. In den späten 1980er Jahren erfolgte eine Renovierung des Schlosses. Nach der Revitalisierung 2004/2005 steht der Rittersaal des Schlosses für Veranstaltungen zur Verfügung. Das Schloss ist heute Sitz der Familie Salm-Reifferscheidt und beherbergt eine bedeutende Japansammlung aus dem Nachlass des japanischen Außenministers Aoki Shūzō, der zu den Vorfahren der heutigen Schlossbesitzer zählt.

## Gebäude

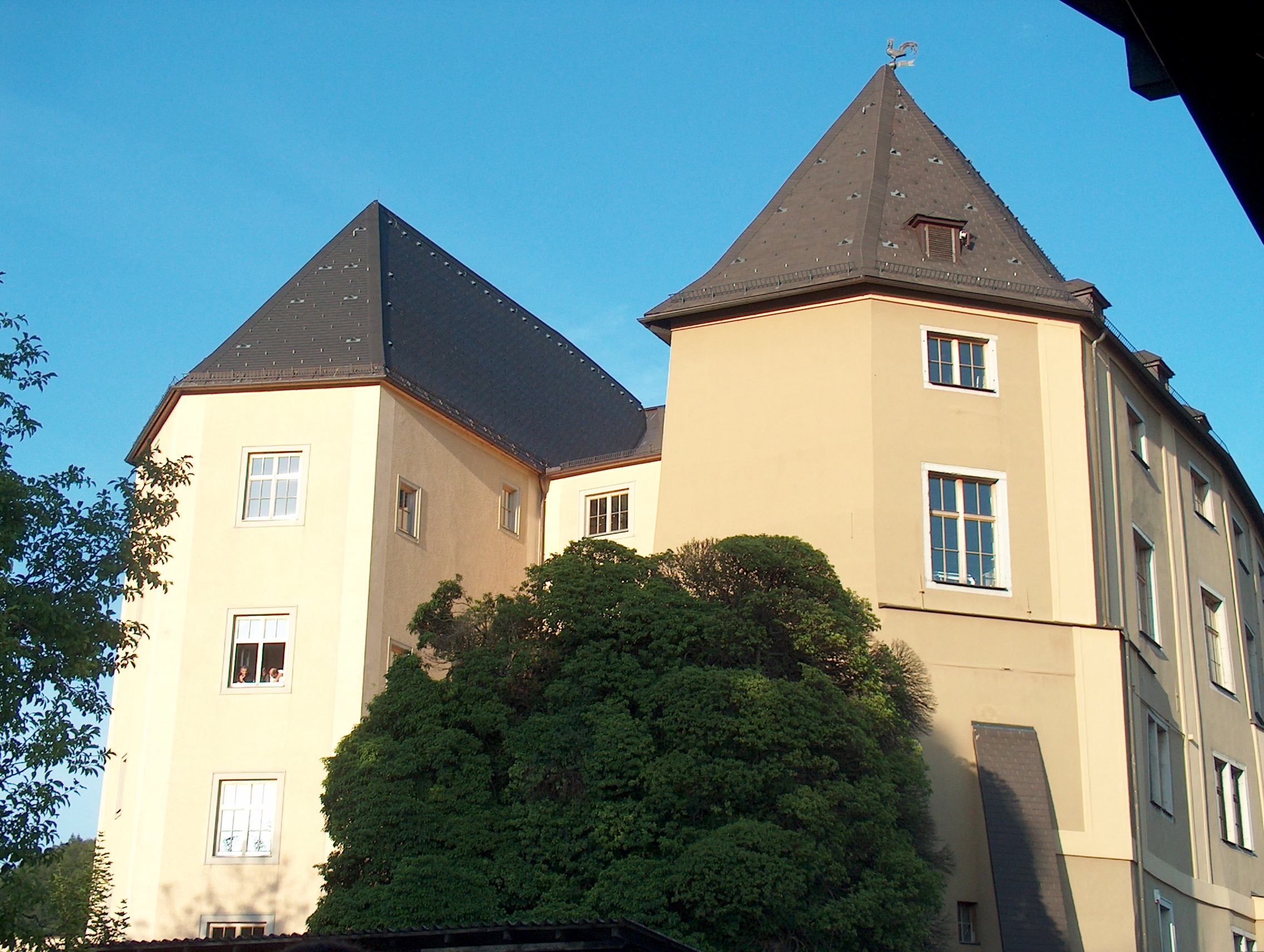
Schloss Steyregg vom Hauptzugang her

Das oberhalb von Steyregg liegende Schloss ist das Wahrzeichen der Kleinstadt. Durch Brände und Kriegsschäden wurde das Schloss auf die heutige Größe verkleinert. Das heutige, viergeschoßige Gebäude ist der ehemalige Ostflügel und nur ein Drittel des einstigen Schlosses. Das Schloss ist von einem Park aus dem 19. Jahrhundert umgeben. Zwei Brunnen des Parks tragen die Jahreszahlen 1670 und 1727 und die Wappen der Weissenwolffs und Jörger.
Der ursprüngliche Zugang zum Schloss war von der Stadtseite her. Das Schloss war durch einen Graben gegenüber dem Umland geschützt. Der große Hof entstand durch Abtragung des Westturms nach dem Brand 1779. Die Fassade wird im Süden und Osten durch toskanische Pilaster gegliedert. Der heutige Hauptzugang war einst die Verbindung zum Meierhof. 
Im Inneren befindet sich ein 30 × 20 Meter großer, zweistöckiger Festsaal, der als der größte seiner Art in Oberösterreich gilt. Die Schlosskapelle ist ebenfalls zweigeschoßig und dem Heiligen Johannes dem Täufer geweiht. Die Kapelle ist im 17. Jahrhundert barockisiert worden, 1954 wurden bei der Renovierung gotische Fresken aus dem 14. Jahrhundert freigelegt.